# Суничник великоплодий
Суничник великоплодий, або сірий (Arbutus unedo) — вічнозелене дерево роду суничник родини вересових.

## Опис
Дерево до 10–12 м заввишки, зі стовбуром до 30 см в діаметрі, з зморшкуватою бурою корою. Листки довгасто-еліптичні, до вершини і до основи загострені, 4,5–10 см завдовжки і 1,8–3,4 см завширшки, гострозубчасті, шкірясті, зверху глянсуваті, темно-зелені, голі, знизу світліші. Черешки 0,4–1,5 см завдовжки, з залозками. Суцвіття волотисті, похилі, близько 5 см завдовжки, з голими осями. Квітки в пазухах лускатих оцвітин на квітконіжках 2–3 мм завдовжки. Чашечка блюдцеподібна, з п'ятьма заокругленими, коротко війчастим чашолистками. Віночок яйцювато-глечикоподібний, 0,7–1 см завдовжки, під відгоном звужений, білий або рожевий, восковидний, з короткими зубцями. Плоди кулясті, 1,5–2 см в діаметрі, оранжево-червоні, густо сосочковидно-горбкуваті.
Цвітіння в жовтні-грудні, плодоношення в листопаді-грудні. Пізньої осені дерево виглядає дуже гарно з зеленим листям, білими квітами та дозрілими червоними плодами попереднього врожаю.

## Поширення
Природний ареал суничника великоплідного поширюється на Середземноморський регіон — від Португалії на заході до Сирії на сході. Найпівнічніша популяція збереглася на південному заході Ірландії.
В Україні у дикій природі не зустрічається. Культивується в Криму. У Нікітському ботанічному саду вирощується з 1814 року. Найстаршому дереву з нинішніх приблизно 170 років. Також суничник великоплодий можна бачити у парку Воронцовського палацу в Алупці.
У більш північних районах суничник великоплодий — популярна кімнатна культура. Діжки з невеликими деревцями влітку виносять в сад або на балкон, а на Різдво ласують плодами.
Є також гібрид суничника великоплодого з суничником дрібноплодим — суничник гібридний (Arbutus andrachnoides). Єдине в Україні гібридне дерево росте у Нікітському ботанічному саду.

## Використання
Ягоди суничника великоплодого можна вживати у їжу. Крім того їх використовують для приготування варення, вина, міцних алкогольних напоїв, зокрема популярного португальського напою «Медроньо» (Medronho).
Також суничник є добрим медоносом.
|                                                                |  |  |  |
| Зліва направо: Стовбур(нижня частина). Листя. Суцвіття. Плоди. |  |  |  |

## Цікаві факти

Герб Мадрида «Ведмідь і суничне дерево»

- Суничник великоплодий вперше був науково описаний Карлом Ліннеєм у його основоположній праці Species plantarum («Види рослин»), виданій у 1753 році. Лінней і запропонував для цієї рослини латинську назву Arbutus unedo, що збереглася й дотепер.
- Споживання великої кількості плодів викликає розлад шлунка і стан близький до сп'яніння. Тому римський письменник Пліній Старший стверджував, що латинська назва суничника unedo походить від вислову «unum tantum edo» («їм тільки один»).
- Суничник великоплодий є символом Мадрида. На гербі міста зображений ведмідь, що їсть плоди суничного дерева. Вважається, що й назва міста походить від іспанської назви суничника — madroño.
- Під час італійського Рісорджименто (боротьби за об'єднання країни) суничник великоплодий став одним з національних символів через те, що восени він поєднує кольори італійського прапора — зелене листя, білі квіти та червоні плоди.